# Федеральный закон «О несостоятельности (банкротстве)»
Федеральный закон Российской Федерации от 26.10.2002 № 127-ФЗ «О несостоятельности (банкротстве)» — нормативный акт, регламентирующий основания признания судом юридического (за исключением госкорпораций) или физического лица несостоятельным (банкротом), порядок ликвидации юридического лица, а также очерёдность удовлетворения требований кредиторов. Этот закон является одним из ключевых нормативных актов российской экономики.
В 5-м параграфе «Банкротство стратегических предприятий и организаций» даётся юридическое определение «стратегических предприятий»
 России.

## История
Федеральный закон № 127-ФЗ «О несостоятельности (банкротстве)» стал третьим единым российским законодательным актом, который регламентирует признание юридического лица банкротом, порядок действий и взаимоотношения сторон.
Первым актом о банкротстве был Закон РФ от 19 ноября 1992 года № 3929-1 «О несостоятельности (банкротстве) предприятий», который установил условия и порядок объявления предприятия несостоятельным должником и осуществления конкурсного производства, очередность удовлетворения требований кредиторов.
Закон 1992 года стал одним из первых актов регламентирующих рыночные отношения, он был принят в тот период, когда ряда других основополагающих актов по экономическим и правовым отношениям ещё не было. К тому же практики применения такого законодательства в Советском Союзе также не существовало.
Через шесть лет был принят Федеральный закон от 8 января 1998 года № 6-ФЗ «О несостоятельности (банкротстве)» (далее — Закон 1998 г. о банкротстве). Для реализации указанного Закона в частных случаях были приняты Федеральные законы от 25 февраля 1999 года № 40-ФЗ «О несостоятельности (банкротстве) кредитных организаций» и от 24 июня 1999 года N 122-ФЗ «Об особенностях несостоятельности (банкротства) субъектов естественных монополий топливно-энергетического комплекса».
Эти законы действовали, их выполнение в основном затрагивало службу ФСФО, которая осуществляла процедуру банкротства в Российской Федерации.
Эти законы в своё время выполняли свои функции, но к 2002 году появилась необходимость их изменения, на что указал президент страны В. В. Путин:

Что касается банкротства, то в этой сфере необходимо срочно навести порядок — и, прежде всего, обращаюсь опять к вам, в законодательстве. «Поточное» банкротство предприятий уже успело стать доходным бизнесом. Мы обязаны сделать механизм проведения процедуры банкротства и оздоровления предприятий прозрачным, рыночным, а значит — невосприимчивым к коррупции.
— В. В. Путин, послание президента к Федеральному собранию (2002 год)
Работа по правоприменению и разъяснению новых положений закона была возложена на руководителя ФСФО Т. И. Трефилову, которая вела разъяснительную работу — участвовала в пресс-конференциях и давала интервью в связи с новым законом.
По итогам 2003 года ФСФО было расформировано и вопросами банкротства стала заниматься Федеральная налоговая служба.

### Мораторий на банкротство 2020 года
В 2020 году в связи с пандемией COVID-19 правительство РФ ввело банкротный мораторий. Постановление от 3 апреля 2020 года № 428 «О введении моратория на возбуждение дел о банкротстве по заявлению кредиторов в отношении отдельных должников» ввело полугодовой мораторий на банкротство ИП и юридических лиц из наиболее пострадавших отраслей бизнеса. Был также запущен специальный сервис для проверки действия моратория в отношении конкретных налогоплательщиков.
Позже президент России подписал Федеральный закон от 24.04.2020 № 149-ФЗ «О внесении изменений в отдельные законодательные акты Российской Федерации» о праве на отказ от моратория на банкротство, вносящий изменения в Федеральный закон от 26.10.2002 № 127-ФЗ «О несостоятельности (банкротстве)».. Данные поправки позволяют организациям избежать ограничений, которые накладывает мораторий на банкротство: запрет на распределение прибыли между учредителями либо участниками, на выплату дивидендов, на выплату действительной стоимости доли.

## Новое в законе 127-ФЗ
Эксперты налоговой области указывали на отличия закона № 127-ФЗ от предыдущей редакции:
1. Основные понятия вынесены в УК РФ[5].
2. Большая самостоятельность дана саморегулируемым организациям, членами которых являются арбитражные управляющие[5].
3. Было предложено решение проблемы «отсутствующего должника», когда государство брало на себя обязательства по ведению дел о банкротстве предприятия с фактически отсутствующими активами и сотрудниками[5]. Этот вопрос был дополнительно разъяснён в 2006 году в Постановлении Пленума Высшего Арбитражного Суда РФ от 20 декабря 2006 года № 67 «О некоторых вопросах практики применения положений законодательства о банкротстве отсутствующих должников и прекращении недействующих юридических лиц»[9]
4. Прекращена практика «внезапного банкротства», когда процесс начинался неожиданно для должника и для собственников, учредителей и акционеров предприятия[5].